# Gustav ”Curly” Oden
Olaf Gustave Hazard Oden, född 10 maj 1899, död 3 augusti 1978, var en amerikansk fotbollsspelare (running back och punt returner) i National Football League för Providence Steam Roller och Boston Braves. Han gick på Brown University. Enligt Harlor Formula gjorde Oden totalt 1 369 scrimmage yards och 17 touchdowns under sin NFL-karriär.  
På somrarna från 1926 till 1928 spelade Oden baseball för Falmouth i Cape Cod Baseball League.